# Pieter-Jan Hannes
Pieter-Jan Hannes (ur. 30 października 1992) – belgijski lekkoatleta specjalizujący się w biegach średnich.
Czwarty zawodnik olimpijskiego festiwalu młodzieży Europy w Tampere (2009). W 2013 został młodzieżowym mistrzem Europy na dystansie 1500 metrów. Uczestnik mistrzostw świata w Moskwie (2013). W tym samym roku triumfował w biegu młodzieżowców podczas mistrzostw Europy w biegach przełajowych.
Reprezentant kraju na drużynowych mistrzostwach Europy. 
Rekord życiowy w biegu na 1500 metrów: 3:34,49 (19 lipca 2014, Heusden-Zolder) rekord Belgii młodzieżowców. 

## Osiągnięcia
| Rok  | Impreza                                   | Miejsce        | Konkurencja         | Pozycja     | Wynik   |
| ---- | ----------------------------------------- | -------------- | ------------------- | ----------- | ------- |
| 2009 | Olimpijski festiwal młodzieży Europy      | Tampere        | bieg na 3000 metrów | 4. miejsce  | 8:34,28 |
| 2010 | Mistrzostwa Europy w biegach przełajowych | Albufeira      | bieg juniorów       | 45. miejsce | 19:09   |
| 2011 | Mistrzostwa Europy w biegach przełajowych | Velenje        | bieg juniorów       | 5. miejsce  | 17:58   |
| 2012 | Mistrzostwa Europy w biegach przełajowych | Budapeszt      | bieg młodzieżowców  | 24. miejsce | 25:23   |
| 2013 | I liga drużynowych mistrzostw Europy      | Dublin         | bieg na 1500 metrów | 1. miejsce  | 3:45,05 |
| 2013 | Młodzieżowe mistrzostwa Europy            | Tampere        | bieg na 1500 metrów | 1. miejsce  | 3:43,83 |
| 2013 | Mistrzostwa świata                        | Moskwa         | bieg na 1500 metrów | eliminacje  | 3:40,39 |
| 2013 | Mistrzostwa Europy w biegach przełajowych | Belgrad        | bieg młodzieżowców  | 1. miejsce  | 24:02   |
| 2014 | Mistrzostwa Europy                        | Zurych         | bieg na 1500 metrów | eliminacje  | 3:40,34 |
| 2015 | Halowe mistrzostwa Europy                 | Praga          | bieg na 3000 metrów | 12. miejsce | 7:59,43 |
| 2015 | I liga drużynowych mistrzostw Europy      | Heraklion      | bieg na 1500 metrów | 3. miejsce  | 3:41,54 |
| 2015 | Mistrzostwa świata                        | Pekin          | bieg na 1500 metrów | półfinał    | 3:44,38 |
| 2016 | Igrzyska olimpijskie                      | Rio de Janeiro | bieg na 1500 metrów | półfinał    | 3:43,71 |
| 2018 | Mistrzostwa Europy w biegach przełajowych | Tilburg        | sztafeta mieszana   | 7. miejsce  | 16:34   |
| 2021 | Mistrzostwa Europy w biegach przełajowych | Dublin         | bieg seniorów       | 45. miejsce | 32:14   |
| 2023 | Mistrzostwa Europy w biegach przełajowych | Bruksela       | bieg seniorów       | 31. miejsce | 31:23   |